# Tōzan-jinja

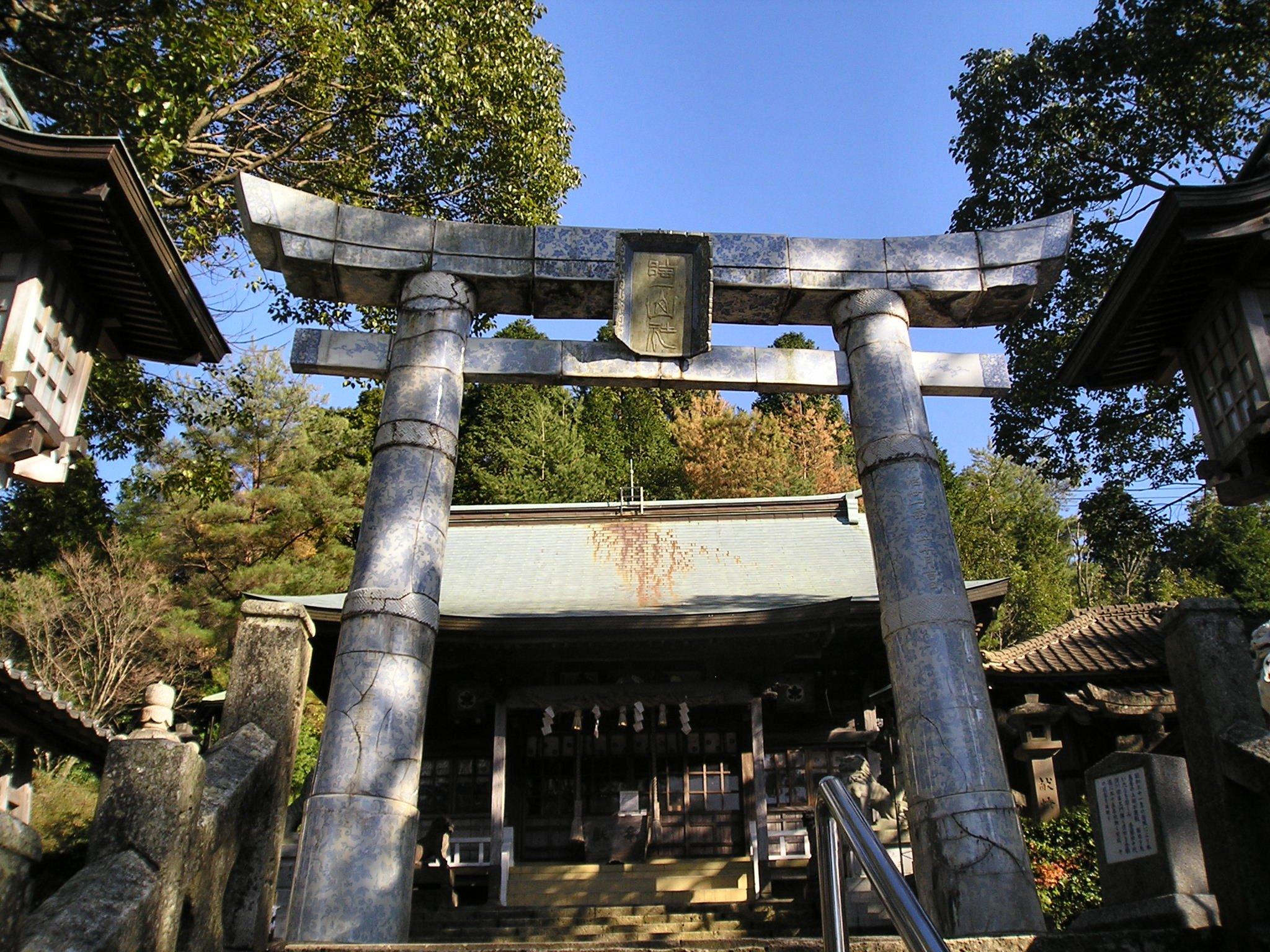
Torii en porcelaine.

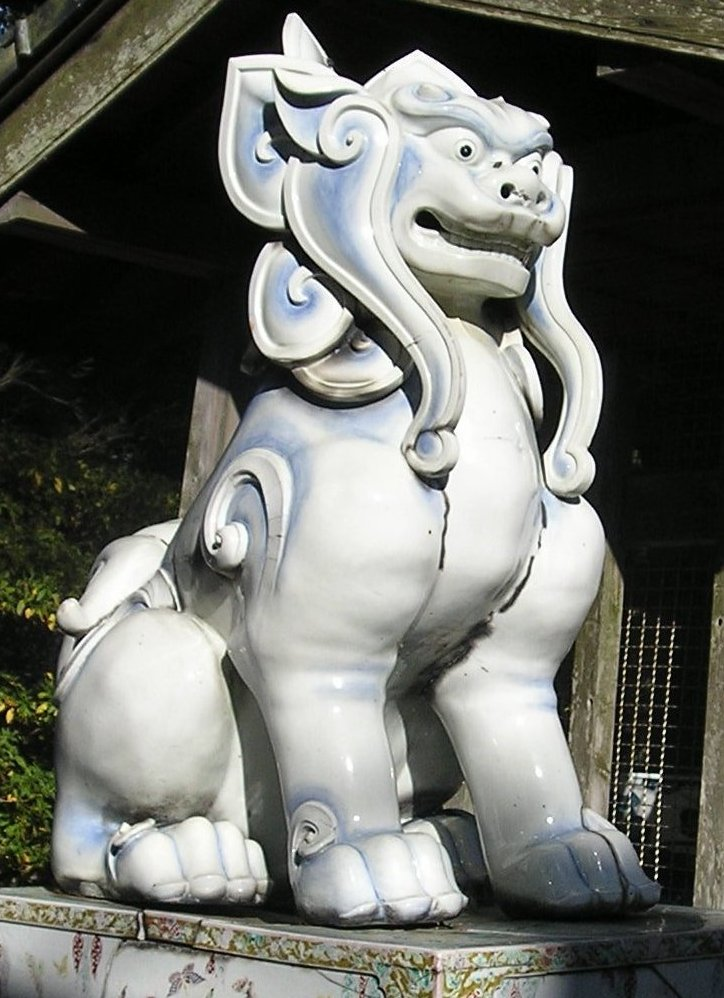
Komainu en porcelaine.

Le Tōzan-jinja (陶山神社) est un sanctuaire shinto situé à Arita, district de Nishimatsuura dans la préfecture de Saga. Le sanctuaire Tōzan possède un torii ainsi que d'autres objets en porcelaine qui sont habituellement faits de pierre dans les autres sanctuaires. Ce sanctuaire était et est encore particulièrement vénéré par les céramistes d'Arita.

## Histoire
Fondé en 1658, le sanctuaire est consacré à l'empereur Ōjin, à Nabeshima Naoshige et Yi Sam-pyeong (en).
Le torii construit en 1888 est désigné bien culturel tangible du Japon le 28 avril 2000.

## Monument Yi Sam-pyeong
Construit en 1917 pour célébrer le 300e anniversaire des porcelaines d'Arita, il se tient sur une colline qui domine la ville.